# Великий тестамент
«Великий тестамент», або «Великий заповіт» (фр. Le Testament) — поетична збірка Франсуа Війона; твір написано взимку 1461-1462 рр., після звільнення поета з в'язниці. 

## Зміст
Збірка вирізняється іронічним поглядом на світ. У творі автор підсумовує та осмислює своє життя, виправдовує свої грішні вчинки бідністю та жорсткою долею, а також згадує своє кохання. Описує своє зречення від старих переконань. 
У збірку вміщено різні твори:
1. високого стилю (набожні пісні,...)
2. низького стилю (пияцькі мотиви, грубі вирази ...)

Збірка характеризується як «висміювання доби, всіх і всього і себе самого». Обсяг збірки — 172 восьмивіршові строфи, вміщених до шістнадцяти балад, двох пісень і трьох рондо. У творі вміщено багато провокативних тем і почуття відрази до світу. Читач знайомиться з антуражем  таверн і палаців, а також почуваннями низів суспільства.
Одним із центральних мотивів збірки є Ubi sunt, марність людського життя.

## Переклад українською
Великий Тестамент та інші поезії / Ф. Війон ; пер. і передмова з фр.: Л. Первомайський . — М. : Дніпро, 1973 . — 186 с.